# Abel Bonnard
Abel Bonnard (1883-1968) fue un poeta y político francés, miembro de la Academia Francesa y personaje del colaboracionismo del Régimen de Vichy con la Alemania nazi que llegó a ser ministro de Educación Nacional durante la Segunda Guerra Mundial. Condenado a muerte in absentia por las autoridades francesas, su sentencia fue posteriormente rebajada a una condena simbólica. Falleció en Madrid, España.

## Biografía

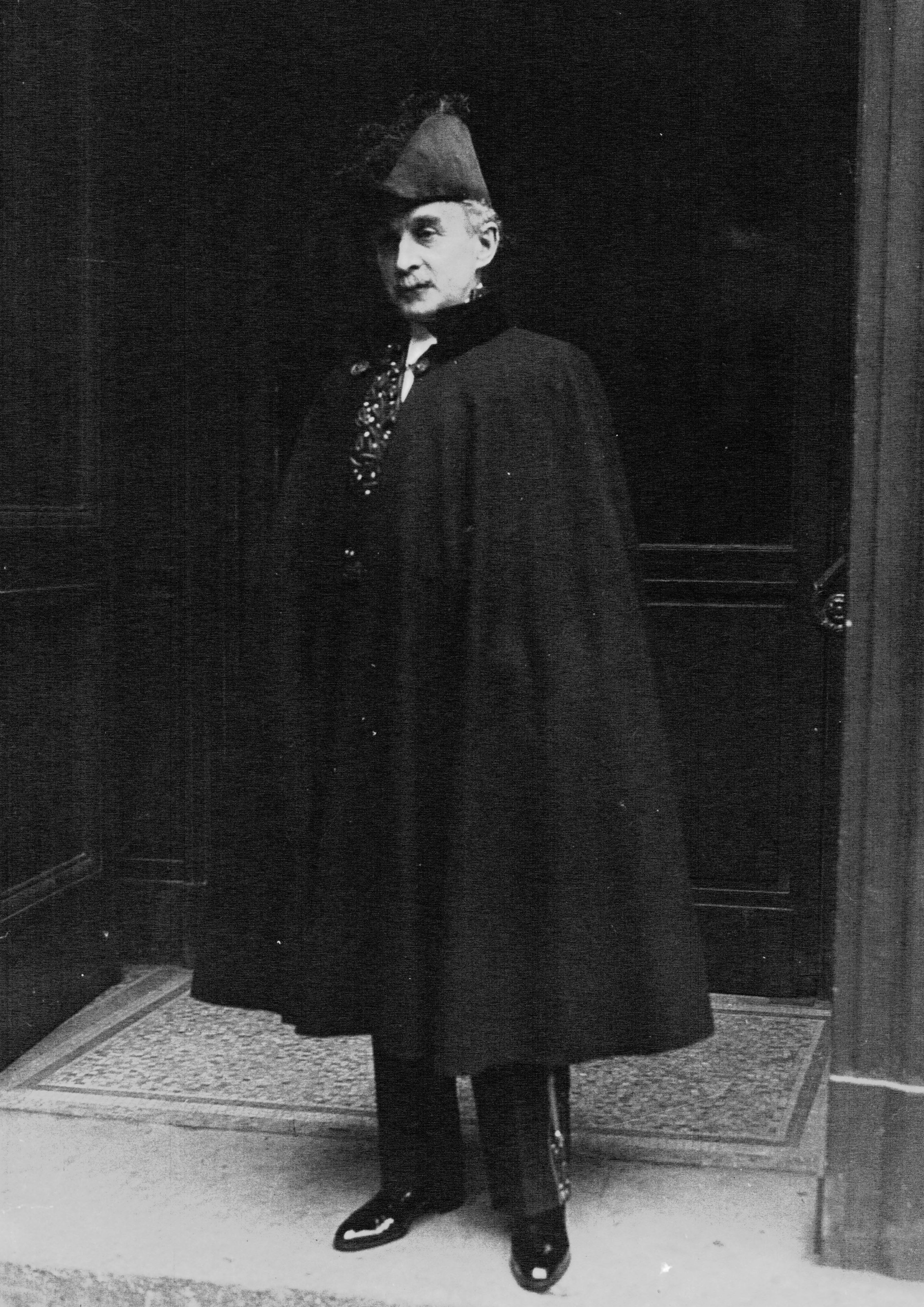
Fotografiado en 1933

Nació el 19 de abril de 1883 en Poitiers.
Fue elegido miembro de la Academia Francesa en 1932 y desarrolló afinidad por las ideas nacionalsocialistas en la década de 1930, uniéndose al Partido Popular Francés a finales de esta.
En octubre de 1941 visitó Alemania acompañado de otros intelectuales colaboracionistas, convocados por el Ministerio de Propaganda del Reich con motivo de la creación de la denominada Asociación de Escritores Europeos, de carácter pronazi e ideada por Joseph Goebbels como réplica al PEN Club, de tendencia aliadófila.
Bonnard, que ocupó el ministerio de Educación nacional del Régimen de Vichy entre el 18 de abril de 1942 y agosto de 1944, fue conocido por el apodo de Gestapette, empleado por el propio Philippe Pétain.
Huyó en 1944 a Sigmaringa y posteriormente encontró refugio en la España franquista; fue depurado de la Academia Francesa en 1944, y condenado a muerte in absentia.. En 1960 su juicio fue rejuzgado y su pena reducida. Trasladó su residencia a España, a Madrid. Allí falleció en el exilio el 31 de mayo de 1968.

## Obras
- La vida amorosa de Stendhal
- De la amistad
- Elogio de la ignorancia
- San Francisco de Asís
- Los moderados